# Castell dels Comtes Guidi (Vinci)

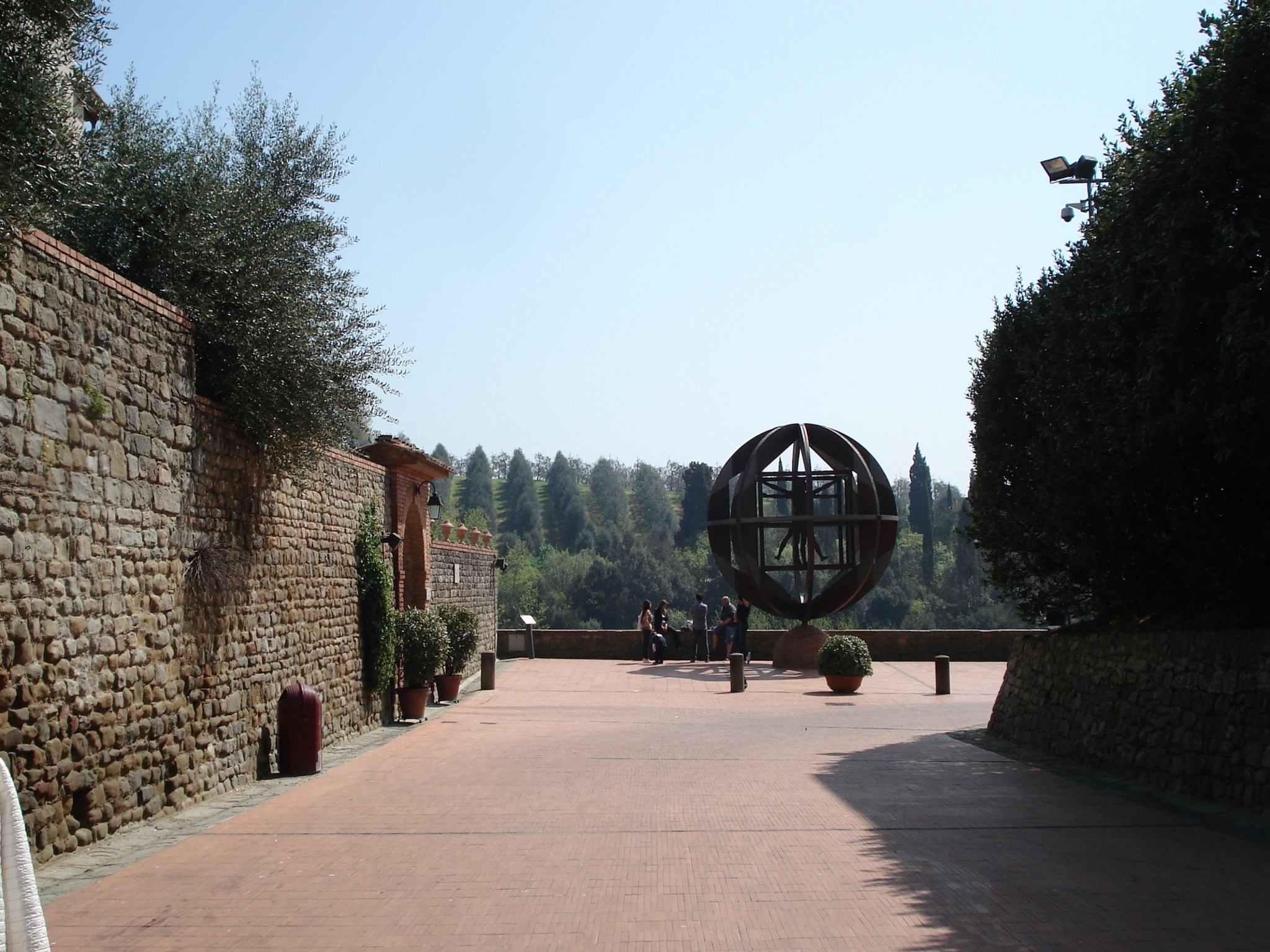
Escultura L'Uomo di Vinci (1987)

El Castell dels Comtes Guidi es troba a Vinci, al centre de l'antic recinte fortificat.

## Descripció
El castell, conegut popularment com a "castell de la nau" per la seva forma allargada i la torre que recorda la forma d'un vaixell de vela, conté escuts d'armes pintats i esculpits, la memòria de l'alcalde, i la ceràmica de la Verge i Nen de Giovanni della Robbia de 1523.
L'antic castell dels Comtes Guidi també incloïa l'església de la Santa Creu, plena de records d'interès de la història local. És d'origen romànic, s'ha restaurat diverses vegades i acull la pica baptismal a la qual segons la llegenda s'hauria batejat Leonardo da Vinci.
A l'interior del castell hi ha la Vila Vignozzi, la imatge de la qual va ser reproduïda en la primera sèrie de bitllets de 50.000 lires.
A la plaça, darrere del museu, s'hi instal·là la gran escultura de fusta de Mario Ceroli, L'Uomo di Vinci (1987), inspirada en la famosa reproducció de l'Home de Vitruvi.

## Història
El castell data del segle XIII, i el va construir la família Guidi, que governava la zona des del segle x.
El castell era propietat de la ciutat de Vinci des de 1919. Després de moltes vicissituds i canvis de l'estructura original, des del 1953 és el museu dedicat a Leonardo da Vinci, el Museo Leonardiano di Vinci.